# Ottokar Runze
Ottokar Runze (Berlín, 19 d'agost de 1925 - Neustrelitz 22 de setembre de 2018) va ser un productor de cinema, director i guionista alemany. La seva pel·lícula documental de 1974 Im Namen des Volkes es va presentar al 24è Festival Internacional de Cinema de Berlín, on va guanyar l'Os de Plata. 'any següent, va ser membre del jurat del 25è Festival Internacional de Cinema de Berlín. El 1979 va participar al XII Festival Internacional de Cinema Fantàstic i de Terror amb Der Mörder, que va guanyar el Premi al millor actor per Gerhard Olschewski.

## Filmografia (seleccionada)
- Fünf unter Verdacht (dir. Kurt Hoffmann, 1950, productor)
- Viola und Sebastian (1972) — llunyanament basada en Nit de reis de Shakespeare
- Der Lord von Barmbeck (1974)
- Im Namen des Volkes (1974)
- Das Messer im Rücken (1975)
- Verlorenes Leben (1976)
- Die Standarte (1977) — basat en Die Standarte de Alexander Lernet-Holenia
- Der Mörder (1979) — basada en una novel·la de Georges Simenon
- Stern ohne Himmel (1980) — basada en Stern ohne Himmel de Leonie Ossowski
- Feine Gesellschaft - beschränkte Haftung (1982)
- Der Schnüffler (1983)
- Ein heikler Fall (1986–1988, sèrie de televisió)
- Der veruntreute Himmel (1990, telefilm) — basat en una novel·la de Franz Werfel
- Die Hallo-Sisters (1990)
- Linda (1992)
- Goldstaub (1993, telefilm)
- Tatort: Laura, mein Engel (1994, episodi de sèrie de televisió)
- 100 Jahre Brecht (1998) — basada en treballs de Bertolt Brecht
- Der Vulkan (1999) — basada en una novel·la de Klaus Mann